# Филдинг, Александр, 12-й граф Денби
Александр Стивен Рудольф Филдинг (англ. Alexander Stephen Rudolph Feilding; родился 4 ноября 1970) — британский аристократ, 12-й граф Денби, 12-й виконт Филдинг и 12-й барон Филдинг в пэрстве Великобритании, 11-й граф Десмонд, 11-й виконт Каллан и 11-й барон Филдинг в пэрстве Ирландии с 1995 года.

## Биография
Александр Филдинг родился в 1970 году в семье Ролло Филдинга, 11-го графа Денби, и его жены Кэролайн Кук. Окончил Школу Стоу в Бакингемшире, после смерти отца в 1995 году занял место в Палате лордов как 12-й граф. Живёт в родовом поместье Ньюнхем-Паддокс в Уорикшире.
27 января 1996 года граф женился на Сьюзен Джейн Аллен, дочери Грегори Аллена. В этом браке родились трое детей:
- Перегрин Рудольф Генри (2005), носящий титул учтивости виконт Филдинг как наследник[3];
- Эстер Имельда Флоренс (2006)[3];
- Орландо Грегори Денджер (2009).